# Medicine licentiat
Medicine licentiat (med. lic.) är i Sverige en akademisk titel för en person som avlagt licentiatexamen vid en medicinsk fakultet.
Enligt äldre svenska examensstadgor utfärdades medicine licentiatexamen till den som, efter avlagd medicine kandidatexamen, uppfyllde samtliga krav för erhållande av läkarlegitimation. I examenskraven ingick assistenttjänstgöringar, tre månader i kirurgi, fyra månader i medicin och två månader i valfritt ämne. I 1969 års studieordning avskaffades denna examen och ersattes med läkarexamen, som efter fullgörande av den då införda allmäntjänstgöringen (vilken ersatte de tidigare assistenttjänstgöringarna) ledde fram erhållande av läkarlegitimation. Numera är medicine licentiatexamen i Sverige en examen inom forskarutbildning.
I Finland är medicine licentiat den akademiska titeln för en person med läkarexamen.